# Ulli Helmbold
Ulli Helmbold es un esquiador paralímpico de Alemania Occidental.

## Carrera
Representó su país en la competición de esquí alpino en los Juegos Paralímpicos de Invierno de 1976 y en los Juegos Paralímpicos de Invierno de 1980. 
Ganó la medalla de oro en el evento eslalon gigante I para hombres en los Juegos Paralímpicos de Invierno de 1976.

## Palmarés
Compitió en tres eventos en los Juegos Paralímpicos de Invierno de 1976 y en dos eventos en los Juegos de 1980:
- Juegos Paralímpicos de Invierno 1976 
  - Combinación alpina masculina I
  - Eslalon gigante masculino I
  - Eslalon I masculino
- Juegos Paralímpicos de Invierno 1980 
  - Eslalon Gigante 1A masculino
  - Eslalon 1A masculino